# Chrysotrichia arapela
Chrysotrichia arapela är en nattsländeart som beskrevs av Wells 1990. Chrysotrichia arapela ingår i släktet Chrysotrichia och familjen smånattsländor. Inga underarter finns listade i Catalogue of Life.